# Hadi Saei
Hadi Saei, o Hadi Saei Bonehkohal, (en persa: هادی ساعی بنه كُهل) (Rayy, Iran 1976) és un taekwondista iranià, ja retirat, guanyador de tres medalles olímpiques.
Va participar, als 24 anys, en els Jocs Olímpics d'Estiu del 2000 realitzats a Sydney (Austràlia), on va aconseguir guanyar la medalla de bronze en la prova masculina de pes lleuger (58-68 kg). En els Jocs Olímpics d'Estiu de 2004 realitzats a Atenes (Grècia) aconseguí guanyar la medalla d'or en aquesta prova al derrotar a la final el taiwanès Huang Chih-Hsiung. En els Jocs Olímpics d'Estiu de 2008 realitzats a Pequín (Xina) aconseguí guanyar una nova medalla d'or, en aquesta ocasió en la prova de pes mitjà (68-80 kg.) al derrotar a la final a l'italià Mauro Sarmiento.
Al llarg de la seva carrera esportiva ha guanyat quatre medalles en el Campionat del Món de taekwondo, destacant dues medalles d'or els anys 1999 i 2005. Així mateix ha guanyat dues medalles en el Campionat d'Àsia de taekwondo i dues més en els Jocs Asiàtics.